# Teodoro Salah
Teodoro Salah Jaque (ur. 13 maja 1917 w Santiago, zm. 19 lutego 1995 w Viña del Mar) – chilijski piłkarz wodny, olimpijczyk z Londynu w 1948.
Zagrał w reprezentacji Chile podczas letnich igrzysk olimpijskich w 1948. Jego drużyna po dwóch przegranych odpadła wówczas w 1. rundzie turnieju zajmując 13.–18. miejsce. W reprezentacji Chile wystąpił również jego brat José.